# MediaPortal
MediaPortal — открытое программное обеспечение класса медиа центр, которая позволяет смотреть видео, фотографии, слушать музыку и многое другое. Как Microsoft Windows-приложение, MediaPortal уникальный проект, так как большинство медиа центров с открытым исходным текстом основаны на Linux, такие как MythTV (только телевидение, возможно расширяется до возможности проигрывания видео и музыки с помощью плагинов), Freevo, VDR (это программа для записи с ТВ/DVB карт), GeeXboX, и т. п.
MediaPortal позволяет компьютеру решать различные ориентированные на развлечения задачи, такие как запись, выставление на паузу и перемотка телевизионных трансляций, наподобие DVR систем (таких как TiVo). Прочая функциональность включает в себя просмотр видео, прослушивание музыки с построением динамических плей-листов на основе данных музыкальной социальной сети Last.fm, запуск игр, запись радио трансляций и просмотр коллекций изображений. MediaPortal поддерживает систему плагинов и схем оформления, позволяющую расширять базовую функциональность.

## Возможности
- Direct X GUI
- Video Mixing Renderer 9
- Advanced Digital Video Broadcasting support (Common Interface, DVB radio, DVB EPG etc..)
- Изменение внешнего вида при помощи скинов
- Встроенные чтение RSS новостей, погода, [Wikipedia], настроение…
- Плагины

## Требования

### Минимальные аппаратные требования
Минимальные аппаратные требования, изложенные здесь, позволяют проигрывать и записывать видео в стандартном разрешении с помощью компрессии MPEG-2, используя один ТВ-тюнер. Дополнительные тюнеры, или проигрывание MPEG-4 AVC (H.264) имеет более высокие системные требования, см. Минимальные аппаратные требования для просмотра HDTV.
- 1.4 GHz Intel Pentium III (или эквивалентный) процессор
- 256 MB оперативной памяти
- Microsoft .NET Framework 1.1 с SP1 и Microsoft .NET Framework 2
- DirectX 9.0 совместимая видеокарта с объёмом памяти не меньше 64MB
  - Видео карты которые совместимы с MediaPortal:
    - ATI Radeon серии 9600 (или выше)
    - NVIDIA GeForce 6600 (или выше), GeForce FX 5200 (или выше) и серия nForce 6100 (или выше)
    - Intel Extreme Graphics 2 (встроенный i865G)
    - Matrox Parhelia
    - Серия SiS Xabre
- 200 MB свободного пространства на жёстком диске для программного обеспечения MediaPortal
- 12 GB или более свободного места на жёстком диске для аппаратного кодирования или цифрового ТВ, для возможности timeshifting’а

### Минимальные аппаратные требования для просмотра HDTV
HDTV (720p/1080i/1080p) просмотр / запись, а также запись с нескольких тюнеров, и просмотр видео формата MPEG-4 AVC (H.264), требуют более высокие системные требования.
- 2.8 GHz Intel Pentium 4 (или подобный) процессор
- 512 MB оперативной памяти
- DirectX 9.0 совместимая видеокарта с объёмом памяти не меньше 128MB
  - Видео карты AGP 8 которые поддерживают HDTV и совместимы с MediaPortal:
    - ATI Radeon 9600 серия (или выше)
    - NVIDIA GeForce 6600 (или выше), GeForce FX 5200 (или выше) и nForce 6100 серии (или выше)
    - Intel Extreme Graphics 2 (integrated i865G)
    - Matrox Parhelia
    - SiS Xabre серия
- 200 MB свободного пространства на жёстком диске для программного обеспечения MediaPortal
- 12 GB или более свободного места на жёстком диске для аппаратного кодирования или цифрового ТВ, для возможности timeshifting’а

### Операционная система и требуемое программное обеспечение
Для Mediaportal 2 последней редакции заявлена поддержка Windows 7, Windows 8, Windows 10.  
Для Mediaportal 1 последней редакции также заявлена поддержка Windows Vista, возможна поддержка Windows XP. 
- В Windows XP вы можете использовать MediaPortal только с одной DVB TVCard или несколькими Аналоговыми ТВ картами.

- Windows MCE 2005 RU2
  - С Windows MCE 2005 RU2 вы можете использовать MediaPortal с несколькими DVB TV Card
- Microsoft .NET Framework 1.1 with Service Pack 1 or Microsoft .NET Framework 2, 3
- DirectX 9.0c
- Windows Media Player 10 или новее